# ТД-гарден
ТД-гарден (англ. TD Garden) — спортивная арена в Бостоне. Названа в честь спонсора TD Bank, N.A и часто называется просто «Гарден» (англ. The Garden) или «Бостон-гарден». Первоначально называлась «Флит-центр» (англ. FleetCenter) и «Shawmut Center» (после того, как титульный спонсор Shawmut банк был куплен Флит Бостон Файаненшл перед открытием арены). TD Bank, N.A выкупил право на название в 2005 году и арена стала называться «ТД Бэнкнорт-гарден». 16 июля 2009 года слово Banknorth было убрано из названия.
«ТД-гарден» является домашней ареной для команд «Бостон Брюинз» из НХЛ, «Бостон Селтикс» из НБА и «Бостон Блейзерс» из Национальной Лиги Лакросса.
Кроме регулярных игр НХЛ и НБА арена принимала чемпионат США по фигурному катанию в 2001 году, чемпионаты США по гимнастике в 1996 и 2000 годах, Матч всех звезд НХЛ в 1996 года и финальную серию НБА в 2008, 2022 и 2024 годах.
На арене проходило множество шоу WWE. В 1998 году на арене проходила Рестлмания XIV, в 2000 Король ринга, Королевская битва 2003, SummerSlam 2006, Survivor Series 2008 и Королевская битва 2011.

## История
Со временем «Бостон-гарден» перестал удовлетворять современным требованиям, и в городе был построен «Флит-центр». Изначально он должен был называться «Шомут-центр», но перед открытием права на титульное имя были выкуплены компанией FleetBoston Financial. Планы по поводу строительства нового стадиона появились в начале 1990-х годов, после настояний руководства хоккейного клуба «Бостон Брюинз», которых всё больше не устраивал старый «Бостон-гарден». Новая арена должна была располагаться немного севернее «Бостон-гардена», в итоге расстояние между двумя зданиями составило всего 23 см. Общая площадь всего сооружения — 13 000 m². Стоимость всех работ составила 160 млн долларов. 29 апреля 1993 года началось строительство, спустя 27 месяцев все работы были окончены, по современным стандартам стадион был построен в короткие сроки (при том, что строительство приостанавливалось на 7 недель из-за сильных снегопадов).
30 сентября 1995 года состоялось официальное открытие «Флит-центра». 3 марта 2005 года TD Banknorth выкупил права на название стадиона за 6 млн долларов. 1 июля было объявлено новое официальное название стадиона — «ТД Банкнорт-гарден» — в честь легендарного «Бостон-гардена». В начале 2005 года владельцы арены искали долгосрочного арендатора титульного названия, в это время проводилась акция, в ходе которой любой человек мог купить, через интернет-аукцион eBay, право назвать арену по своему усмотрению сроком на 1 день. В этот период стадион менял название около 30 раз, вырученные средства (около 150 тыс. долларов) были пожертвованы на благотворительность. Только два названия в ходе аукциона были забракованы администрацией стадиона. Керри Конрад — адвокат из Нью-Йорка выиграл аукцион и предложил название «Дерек Джитер-центр» (Дерек Джитер — легенда «Нью-Йорк Янкис»), которое было отвергнуто. Ещё одно название не приняли из-за его непристойности. Эта акция совпала с играми плей-офф 2002 года, поэтому в этом розыгрыше плей-офф «Селтикс» пришлось играть на арене под названием «Джунгли» (англ. The Jungle). В апреле 2008 года стадион поменял название на «ТД-гарден».

## Факты
Во время домашних матчей «Селтикс» покрытие площадки стилизовано под знаменитый паркет «Бостон-гардена», на котором команда 16 раз становилась чемпионом НБА.